# Арена Конда
«Арена Конда» (порт. Arena Condá) — домашній стадіон футбольного клубу «Шапекоенсе». Арена була відкрита в 1976 році. Місткість 22 600 глядачів.
Стадіон знаходився на реконструкції з 2008 року. Попередня назва стадіону «Estádio Regional Índio Condá». Неофіційна назва стадіону — «Condázão».